# Cantó d'Amancey
El cantó de Amancey és una antiga divisió administrativa francesa, situada al departament del Doubs i a la regió del Franc Comtat.
En aplicació del Decret núm. 2014-240 de 25 de febrer de 2014, el cantó d'Amancey va ser suprimit el 22 de març de 2015 i les seves 19 comunes van passar a formar part del nou cantó de Ornans.

## Municipis
- Amancey
- Amondans
- Bolandoz
- Cléron
- Crouzet-Migette
- Déservillers
- Éternoz
- Fertans
- Flagey
- Gevresin
- Labergement-du-Navois
- Lizine
- Malans
- Montmahoux
- Nans-sous-Sainte-Anne
- Reugney
- Sainte-Anne
- Saraz
- Silley-Amancey

## Història
| Data d'elecció                           | Identitat         | Partit              | Qualitat |
| ---------------------------------------- | ----------------- | ------------------- | -------- |
| 1973-1985                                | M. Hélias         | PS                  |          |
| 1945-19..                                | M. de Montrichard | Divers droite       |          |
| 19..-19..                                | M. Mignot         | Divers droite       |          |
| 19..-2001                                | Albert Bourgon    | CD, després UDF-CDS |          |
| 2001-                                    | Patrick Ronot     | RPR, després UMP    |          |
| les dades anteriors no són pas conegudes |                   |                     |          |
|                                          |                   |                     |          |